# Ariasella semiaptera
Ariasella semiaptera is een vliegensoort uit de familie van de Hybotidae. De wetenschappelijke naam van de soort is voor het eerst geldig gepubliceerd in 1923 door Gil.